# Узкий таз
Узкий таз — женский таз, у которого хотя бы один из размеров уменьшен по сравнению с нормой на 1,5-2 см и более. Размер истинной конъюгаты принято считать основным показателем узкого таза. В норме истинная конъюгата 11 см, при ее уменьшении таз считается узким.
Узкий таз является очень актуальной проблемой, так как может нарушать физиологическое течение родов, создавая непреодолимое препятствие продвижению и изгнанию плода из полости матки.

## Классификация
В России наиболее распространена классификация, основанная на оценке формы и степени сужения таза.

### Классификация, основанная на оценке формы сужения таза
Часто встречающиеся формы:
- поперечносуженный (45,2 %)
- плоский таз: простой плоский — Девентеровский(13,6 %), плоскорахитический (6,5 %), таз с уменьшением прямого размера широкой части полости (21,8 %)
- общеравномерносуженный таз (8,5 %)

Редко встречающиеся формы узкого таза:
- кососмещенный и кососуженный таз
- таз, суженный за счет опухолей яичников, матки
- таз, суженный костными опухолями (экзостозами) вследствие переломов таза со смещением
- другие формы таза (ассимиляционный, воронкообразный, кифотический, остеомалятический, спондилолистетический)[2].

### Классификация анатомически узких тазов по степени сужения А. Ф. Пальмова
- I степень : истинная конъюгата 10,5-9,1 см (96,8 %)
- II степень : истинная конъюгата 9,0-7,6 см (3,18 %)
- III степень : истинная конъюгата 7,5-6,6 см (0,02 %)
- IV степень : истинная конъюгата менее 6,5 см см (0,0 %) [2].

## Выбор метода родоразрешения
Исход родов зависит не только от размеров таза роженицы, но и от размеров плода, поэтому прежде чем выбрать метод родоразрешения, необходимо определить предполагаемую массу плода, для этого измеряют высоту стояния дна матки и окружность живота (перемножив эти данные можно узнать предполагаемую массу в граммах), используют данные УЗ-биометрии плода.
При сужении таза 1-й степени и небольших или средних размерах плода и затылочном предлежании, роды, как правило, происходят самопроизвольно.
При сужении таза 2-й степени вне зависимости от размеров плода и формы сужения таза, в интересах плода вопрос решают в пользу планового кесарева сечения.
При сужении таза 3-й и 4-й степени роды через естественные родовые пути живым плодом невозможны, показано плановое кесарево сечение. В настоящее время 3-я степень сужения встречается крайне редко, 4 не встречается совсем.